# 728

## Esdeveniments
- Sutrium (Laci): El rei llombard Liutprand cedeix la ciutat i unes quantes places més del Latium al papa Gregori II. Aquesta donació és considerada com l'embrió dels futurs Estats Pontificis més enllà dels murs de la ciutat de Roma.
- Àndalus: Cessant Yahyà ibn Salama al-Kalbí del càrrec de valí, és substituït per Hudhayfa ibn al-Ahwas al-Qaysí durant sis mesos i aquest per Uthman ibn Abi-Nissa al-Khathamí.

## Necrològiques
- Damasc: Abd al-Aziz ben al-Walid, príncep omeia, fill del califa Al-Walid I.